# Cancelloxus
Cancelloxus is een geslacht van straalvinnige vissen uit de familie van beschubde slijmvissen (Clinidae). Het geslacht is voor het eerst wetenschappelijk beschreven in 1961 door Smith.

## Soorten
- Cancelloxus burrelli Smith, 1961
- Cancelloxus elongatus Heemstra & Wright, 1986
- Cancelloxus longior Prochazka & Griffiths, 1991